# Сборная Северной Македонии по хоккею с шайбой
Сборная Северной Македонии по хоккею с шайбой — национальная команда по хоккею с шайбой, которая представляет Северную Македонию на международных соревнованиях. Управляется Федерацией хоккея Северной Македонии.

## История
Сборная была сформирована в 2011 году, после того как в Скопье появились два катка: один с пластиковым «льдом», другой — с искусственным льдом, функционирующий только зимой. До этого с момента распада Югославии хоккей в Македонии не культивировался, хотя в союзные времена команда «Скопье» в 1986—1988 годах выступала в чемпионате страны, хотя не добивалась высоких результатов, а в 1969 году Скопье принимал матчи группы C чемпионата мира.

### Неофициальные матчи
27 марта 2011 года сборная Македонии провела первый неофициальный матч в Скопье против болгарской «Червеной звезды» из Софии, в котором проиграла — 1:4.
20 декабря 2014 года македонцы провели в Скопье два товарищеских матча с молодёжной сборной Болгарии среди игроков до 20 лет. Первый матч они проиграли в овертайме — 5:6, во втором победили в серии штрафных бросков — 4:3.

### Официальные матчи
Первый официальный товарищеский матч сборная Македонии провела 20 января 2018 года, выиграв в Сараево у сборной Боснии и Герцеговины — 8:7. На следующий день македонцы уступили боснийцам — 5:6 в овертайме.
В ноябре 2018 года сборная Македонии впервые сыграла на международном турнире «Кубок развития», который Международная федерация хоккея проводит для сборных, не участвующих ни в одном дивизионе чемпионата мира. Турнир четырёх команд проходил в немецком городе Фюссене и завершился победой македонцев. На предварительном этапе они выиграли у Ирландии (9:6), Андорры (9:4) и Португалии (5:4), в полуфинале вновь победили андоррцев (6:3), а в финале португальцев (9:3).
Лучший бомбардир сборной Македонии — Юре Стопар, который в 5 матчах набрал 27 очков, забросив 19 шайб и сделав 8 результативных передач. 2-е место занимает россиянин Дмитрий Прокудин с 10 очками (8+2).